# Тинідазол
Тинідазол (міжнародна непатентована назва Tinidazole) — синтетичний антибіотик та антипротозойний препарат з групи нітроімідазолів для перорального застосування. Тинідазол уперше синтезований у лабораторії корпорації «Pfizer» у 1972 році, та розповсюджується нею під торговою маркою «Фазижин».

## Фармакологічні властивості
Тинідазол — синтетичний антибіотик та антипротозойний препарат з групи нітроімідазолів широкого спектра дії. Препарат має бактерицидну дію, що пов'язана з порушенням процесів реплікації ДНК у клітинах бактерій та найпростіших. До препарату чутливі трихомонади, амеби, лямблії, балантидій, Trichomonus foetus, Blastocystis hominis; анаеробні бактерії — Gardnerella vaginalis, Bacteroides spp., Veillonella spp., клостридії, фузобактерії, анаеробні коки; чутливим до тинідазолу є Helicobacter pylori.

### Фармакокінетика
Після прийому всередину тинідазол швидко всмоктується, біодоступність препарату — 90-100 %. Максимальна концентрація в крові досягається протягом двох годин після прийому всередину. Високі концентрації тинідазол створює у більшості тканин та рідин організму. Препарат проникає через гематоенцефалічний бар'єр. Тинідазол проникає через плацентарний бар'єр та виділяється в грудне молоко. Метаболізується препарат в печінці з утворенням активних метаболітів. Виводиться тинідазол з організму переважно нирками, 20-25 % в незміненому вигляді, та з калом. Період напіввиведення препарату складає 11-12 годин, немає даних про збільшення тривалості виведення препарату при нирковій недостатності.

## Показання до застосування
Тинідазол рекомендовано при анаеробних інфекціях черевної порожнини (перитоніт, абсцеси), гінекологічних захворюваннях (ендометрит, ендоміометрит, тубоваріальний абсцес), септицемії, післяопераційних інфекціях, інфекціях шкіри та м'яких тканин; інфекціях нижніх дихальних шляхів (пневмонії, абсцес легень, емпієма плеври); неспецифічному вагініті; гострому виразковому ґінґівіті; урогенітальному трихомонозі; лямбліозі; амебіазі; абсцесі печінки; ерадикація Helicobacter pylori в складі комплексної терапії; профілактика післяопераційних анаеробних інфекцій.

## Побічна дія
При застосуванні тинідазолу можливі наступні побічні ефекти:
- Алергічні реакції — рідко (0,01—0,1 %) висипання на шкірі, свербіж шкіри, кропив'янка, гарячка, набряк Квінке.
- З боку травної системи — нечасто (0,1—1 %) нудота, блювання, біль в животі, діарея, ґлосит, стоматит, наліт на язиці, металічний присмак в роті.
- З боку нервової системи — нечасто (0,1—1 %) головний біль, запаморочення, підвищена втомлюваність, гіпестезія, парестезія, припливи крові, периферична нейропатія; рідко (0,01—0,1 %) атаксія, судоми.
- З боку сечовидільної системи — нечасто (0,1—1 %) забарвлення сечі в темний колір.
- Зміни в лабораторних аналізах — нечасто (0,1—1 %) транзиторна лейкопенія.

## Протипокази
Тинідазол протипоказаний при підвищеній чутливості до нітроімідазолів, органічних захворюваннях нервової системи, захворюваннях крові, дітям до 3-х років, в І триместрі вагітності та під час годування грудьми.

## Форми випуску
Тинідазол випускають у вигляді таблеток по 0,5 г. Входить до складу комбінованого препарату «Клатінол» з кларитроміцином і лансопразолом. Входить також до складу комбінованих препаратів «ЦИПРОЛЕТ® А», «ЦИПРОТІН™», «ЗОКСАН-ТЗ», «ЦИФРАН СТ» в комбінації з ципрофлоксацином, «ЗОЛОКСАЦИН» в комбінації з норфлоксацином